# Liste de bassistes-chanteurs
Cette liste est dynamique en ce qu'elle évolue régulièrement et ne sera peut-être jamais complète. Vous pouvez la compléter en citant des sources fiables.

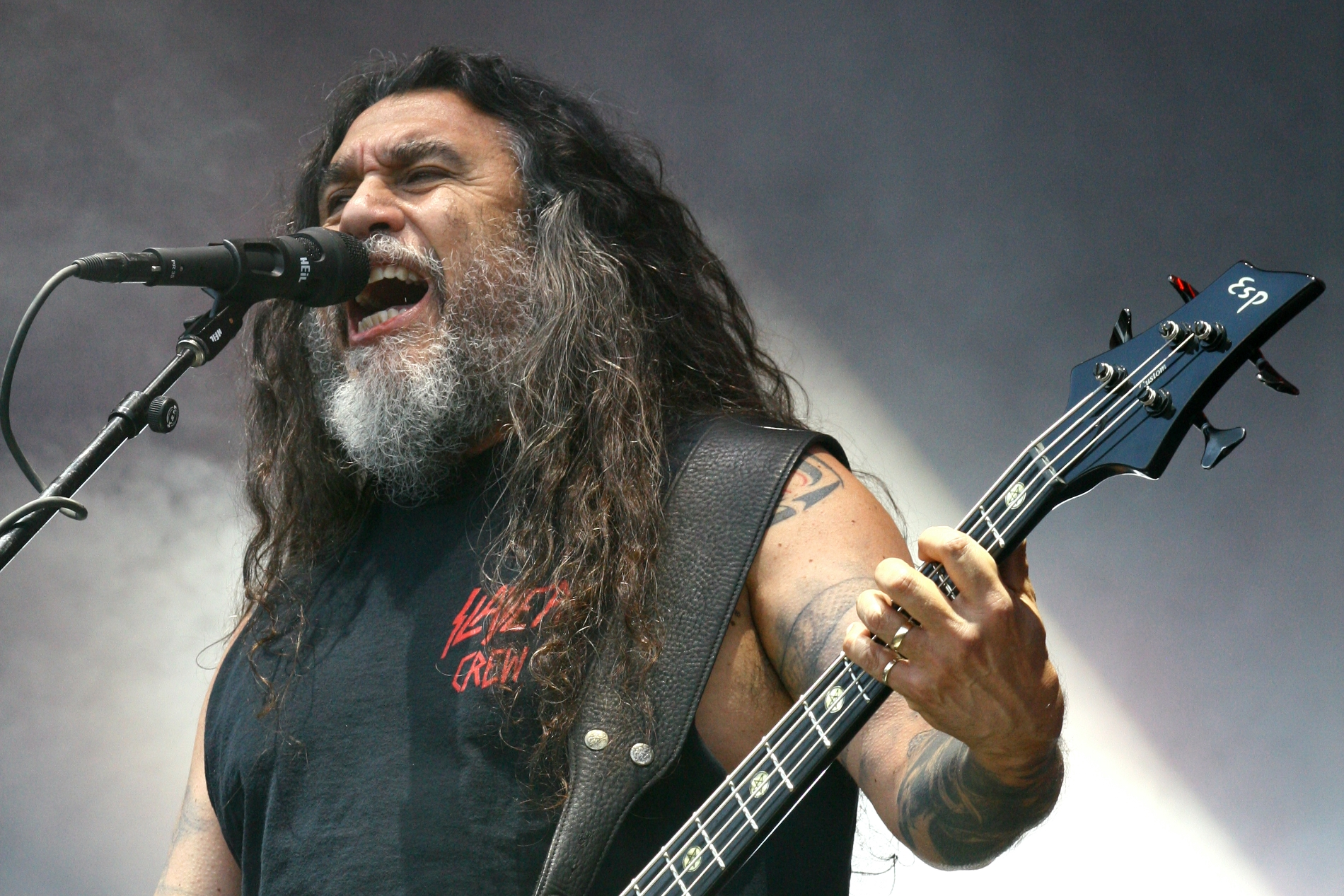
Tom Araya

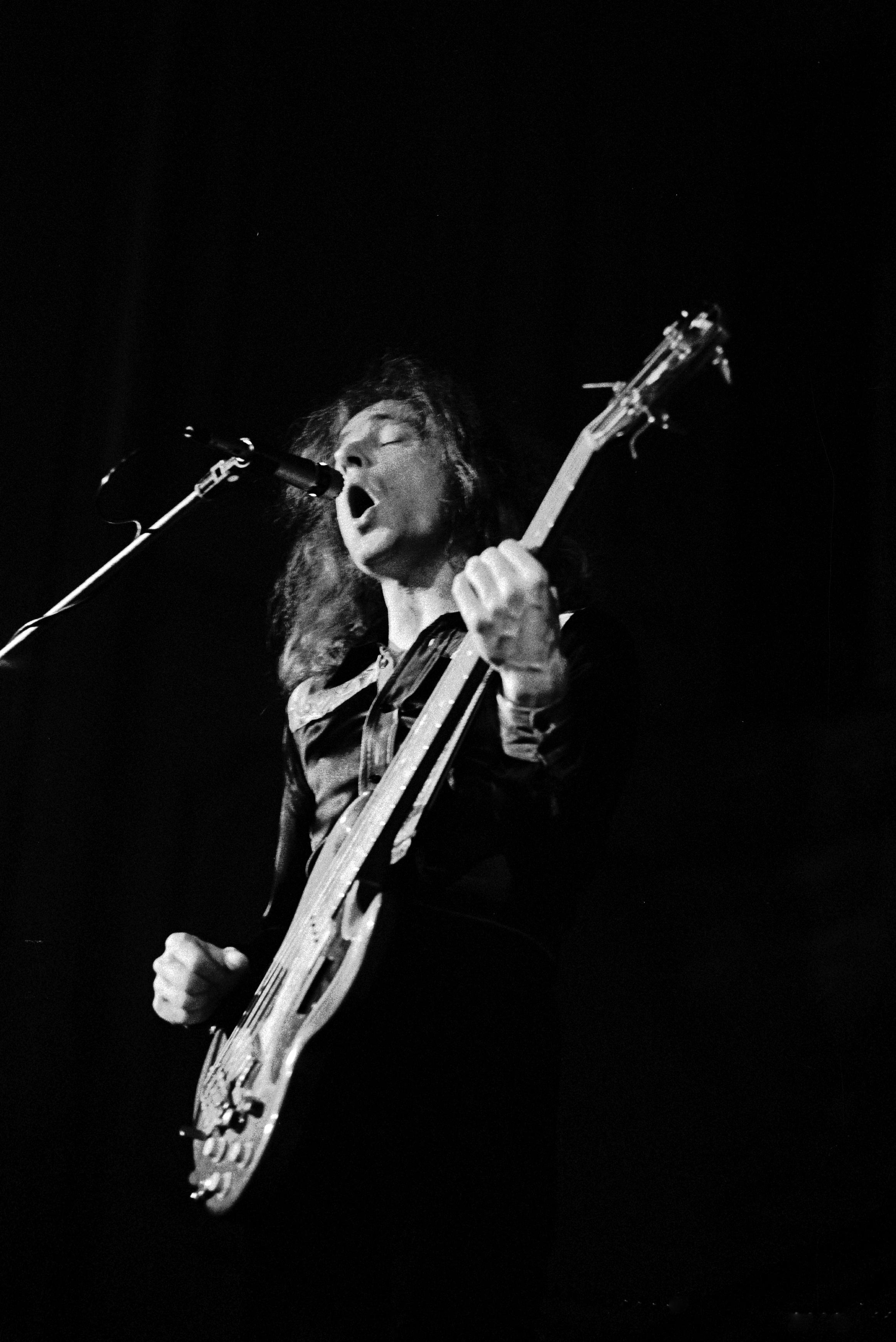
Jack Bruce

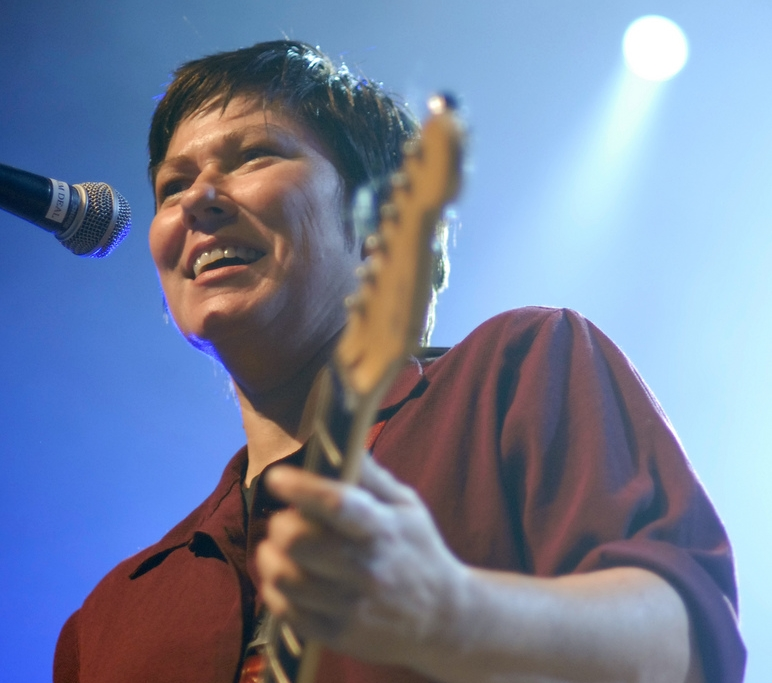
Kim Deal

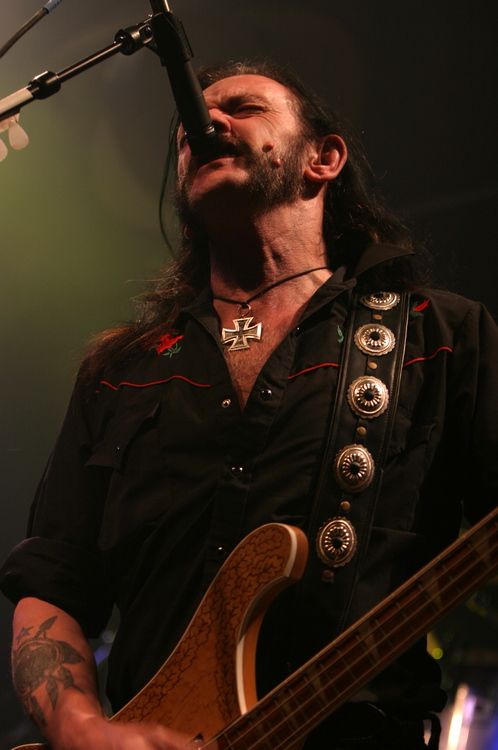
Lemmy Kilmister

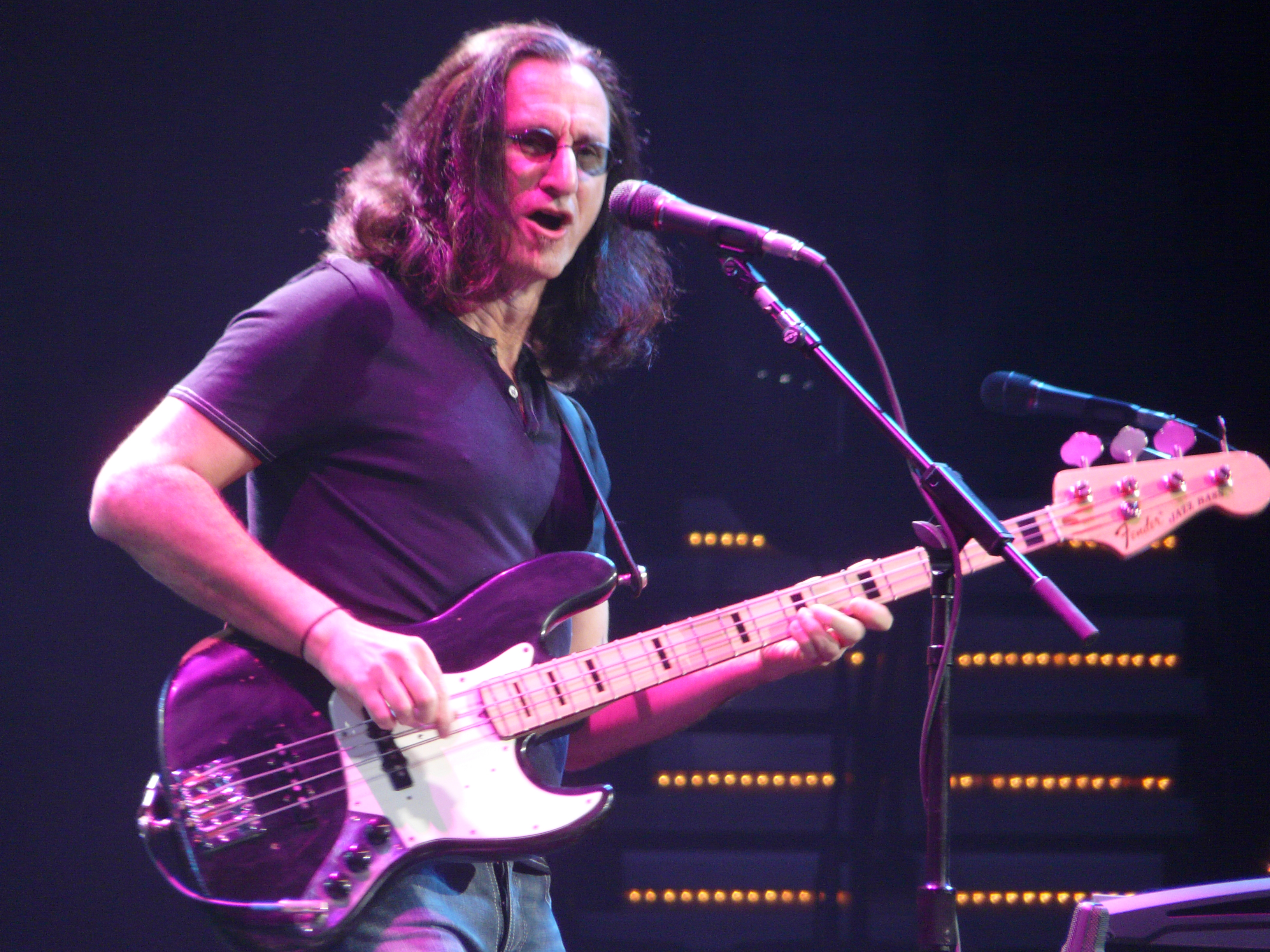
Geddy Lee

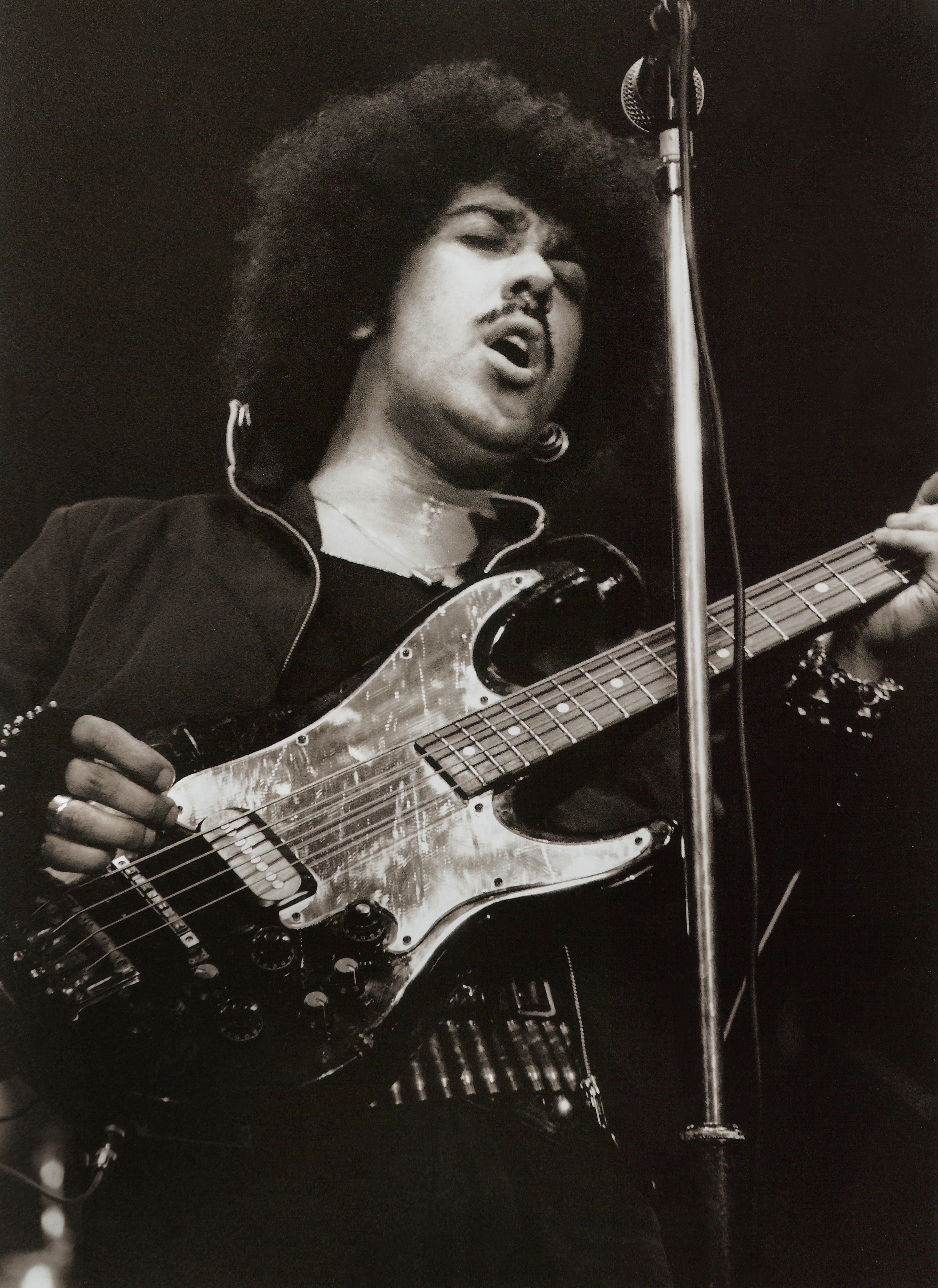
Phil Lynott

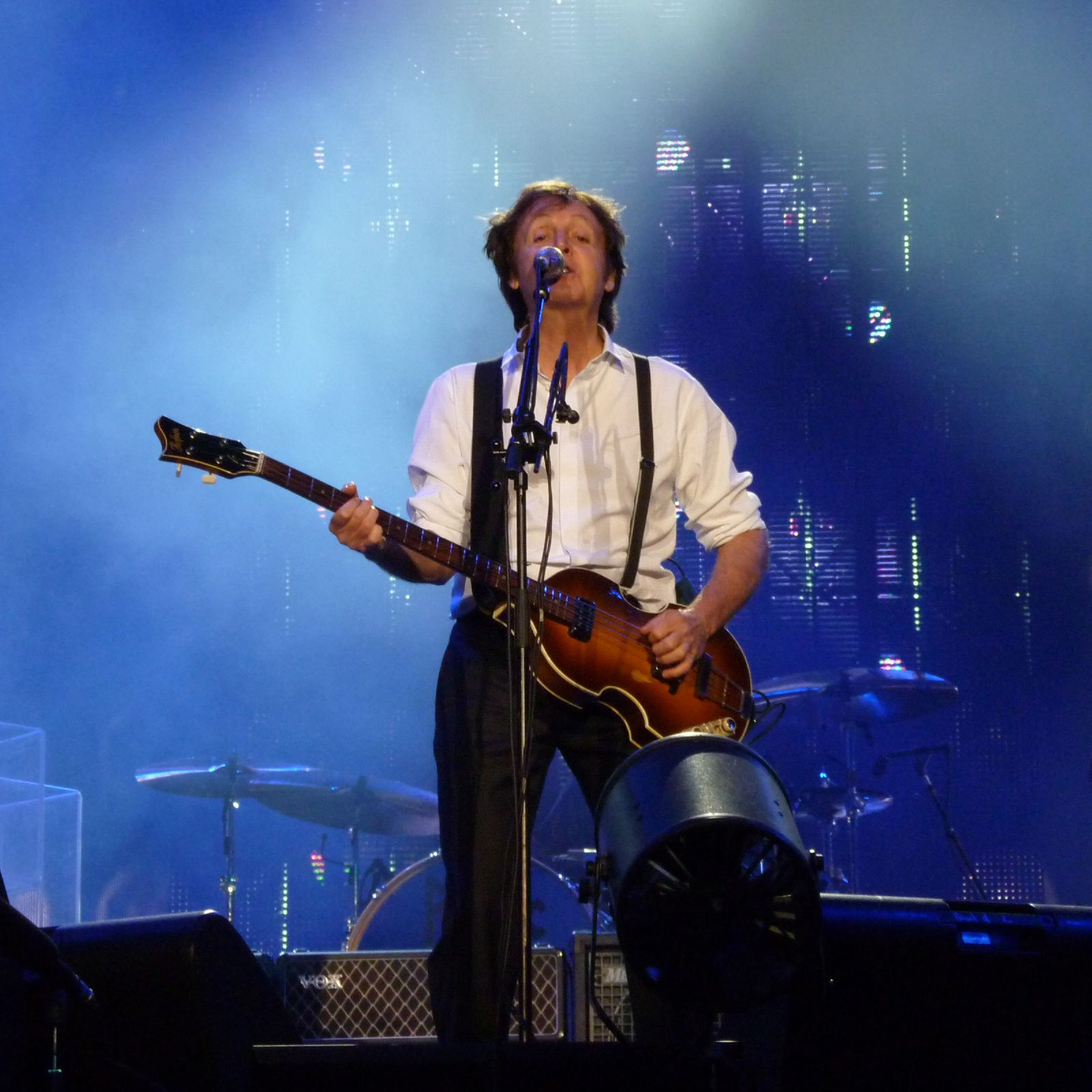
Paul McCartney

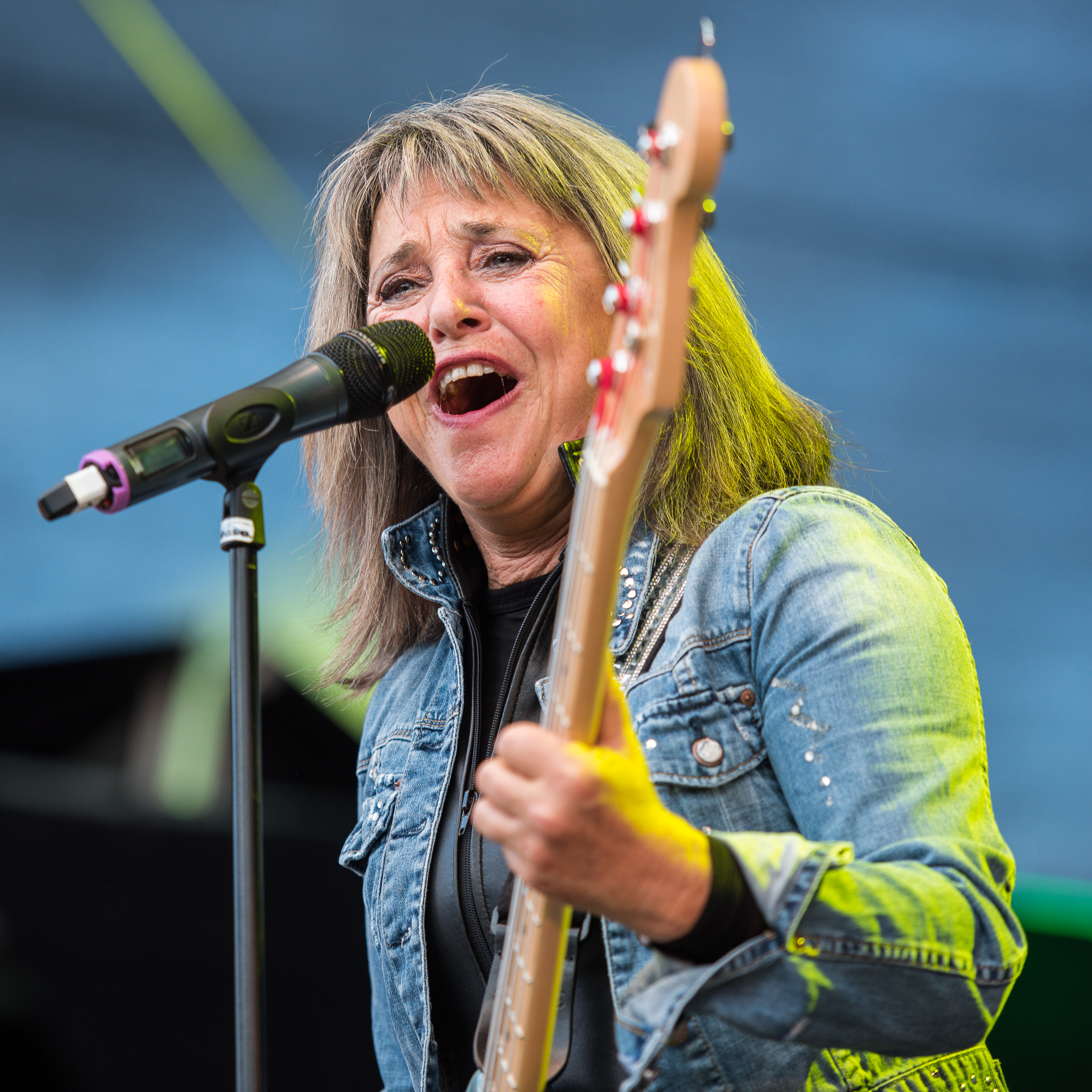
Suzi Quatro

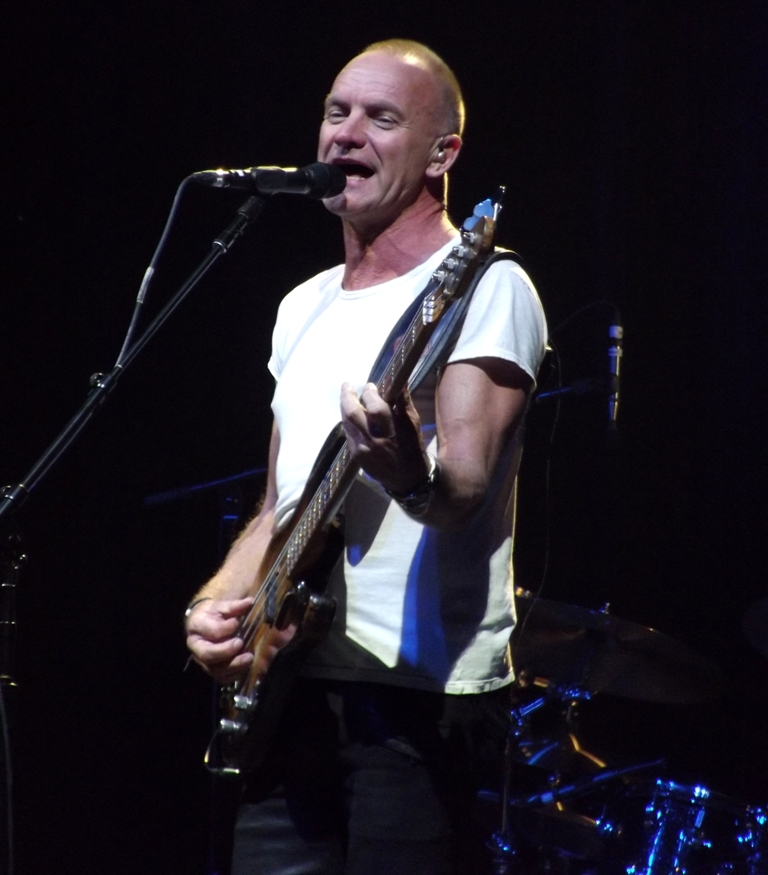
Sting

Cet article présente une liste de bassistes électriques qui sont également chanteurs, que ce soit au sein d'un ou de plusieurs groupes ou en solo. Les artistes sont présentés par ordre alphabétique.

## Liste
| Nom                           | Bassiste-chanteur avec                                                  |
| ----------------------------- | ----------------------------------------------------------------------- |
| Apollyon                      | Cadaver                                                                 |
| Tom Araya,                    | Slayer                                                                  |
| Askehoug                      | Carrière solo                                                           |
| Kevin Ayers                   | Soft Machine                                                            |
| Jean-François Aubé            | Laymen Twaist                                                           |
| David Bartholomé              | Sharko                                                                  |
| Glen Benton                   | Deicide                                                                 |
| Tim Bogert                    | Vanilla Fudge, Cactus, Beck, Bogert and Appice                          |
| Richard Bona                  | Carrière solo                                                           |
| Jack Bruce,                   | Cream, West, Bruce and Laing                                            |
| Boz Burrell                   | King Crimson                                                            |
| Calogero                      | Carrière solo, Charts, Circus                                           |
| Ken Casey                     | Dropkick Murphys                                                        |
| Peter Cetera                  | Chicago                                                                 |
| Les Claypool,                 | Primus, Colonel Les Claypool's Fearless Flying Frog Brigade, Oysterhead |
| Bootsy Collins                | Parliament, Funkadelic                                                  |
| John Cooper                   | Skillet                                                                 |
| Cronos                        | Venom, Cronos                                                           |
| Rick Danko                    | The Band                                                                |
| Patricia Day                  | HorrorPops                                                              |
| Kim Deal                      | Pixies                                                                  |
| Oscar D'León                  | La Dimensión Latina                                                     |
| John Doe                      | X                                                                       |
| Tony « Demolition Man » Dolan | Venom, Atomkraft, M-Pire of Evil                                        |
| Clinton Fearon                | The Gladiators                                                          |
| Gérard Fournier               | Triangle                                                                |
| David Freiberg                | Quicksilver Messenger Service, Jefferson Airplane, Jefferson Starship   |
| Peter Giles                   | Giles, Giles & Fripp                                                    |
| Kim Gordon                    | Sonic Youth                                                             |
| Larry Graham                  | Sly and the Family Stone, Graham Central Station                        |
| Josh Haden                    | Spain                                                                   |
| Gordon Haskell                | King Crimson                                                            |
| Juliana Hatfield              | Blake Babies                                                            |
| Richard Hell                  | The Voidoids, Television, The Heartbreakers                             |
| Marco Hietala                 | Nightwish, Tarot                                                        |
| Dusty Hill                    | ZZ Top, American Blues                                                  |
| Mark Hoppus                   | Blink-182, +44                                                          |
| Glenn Hughes,                 | Trapeze, Deep Purple, Black Country Communion                           |
| Jermaine Jackson              | The Jackson Five                                                        |
| Lemmy Kilmister,              | Motörhead, Hawkwind                                                     |
| Mark King                     | Level 42                                                                |
| Hansi Kürsch                  | Blind Guardian                                                          |
| Greg Lake,                    | Emerson, Lake and Palmer, King Crimson, The Gods                        |
| Blackie Lawless               | W.A.S.P.                                                                |
| Geddy Lee,                    | Rush                                                                    |
| Jenny Lee Lindberg            | Warpaint                                                                |
| John Lodge                    | The Moody Blues                                                         |
| Phil Lynott,                  | Thin Lizzy                                                              |
| Paul McCartney,               | The Beatles                                                             |
| Randy Meisner                 | Eagles, Poco                                                            |
| Fat Mike                      | NOFX                                                                    |
| Meshell Ndegeocello           | Carrière solo                                                           |
| Kim Nekroman                  | Nekromantix                                                             |
| Nick Oliveri                  | Mondo Generator, Queens of the Stone Age                                |
| Benjamin Orr                  | The Cars                                                                |
| Richard Page                  | Mr. Mister                                                              |
| Doug Pinnick                  | King's X                                                                |
| Suzi Quatro                   | Carrière solo                                                           |
| Christelle Ratri              | Kristel                                                                 |
| Tyson Ritter                  | The All-American Rejects                                                |
| Demis Roussos                 | Aphrodite's Child                                                       |
| Patrick Ruffino               | Râ, carrière solo                                                       |
| Mark Sandman                  | Morphine                                                                |
| Nikola Sarcevic               | Millencolin                                                             |
| Sky Saxon                     | The Seeds                                                               |
| Schmier                       | Destruction                                                             |
| Timothy B. Schmit             | Eagles, Poco                                                            |
| Evan Seinfeld                 | Biohazard                                                               |
| Burke Shelley                 | Budgie                                                                  |
| Leroy Sibbles                 | The Heptones                                                            |
| Gene Simmons                  | Kiss                                                                    |
| Richard Sinclair              | Caravan, Hatfield and the North                                         |
| Eddie Spaghetti               | The Supersuckers                                                        |
| Esperanza Spalding            | Carrière solo                                                           |
| Tim Staffell                  | Smile                                                                   |
| Peter Steele                  | Type O Negative, Carnivore                                              |
| Michael Steele                | The Runaways, The Bangles                                               |
| Sting,                        | The Police, Last Exit                                                   |
| Joe Sumner                    | Fiction Plane                                                           |
| Thundercat                    | Carrière solo, Flying Lotus                                             |
| Roberto Tiranti               | New Trolls, Ken Hensley                                                 |
| David Vincent                 | Morbid Angel                                                            |
| Alune Wade                    | Carrière solo, Harold López-Nussa                                       |
| John Waite                    | The Babys                                                               |
| Roger Waters,                 | Pink Floyd                                                              |
| Mike Watt                     | Minutemen, Firehose                                                     |
| John Wetton,                  | Asia, King Crimson, UK                                                  |
| Rick Wills                    | Small Faces                                                             |
| Brian Wilson                  | The Beach Boys                                                          |
| Kip Winger                    | Winger                                                                  |
| Andrew Wood                   | Malfunkshun                                                             |
| Alexander Young               | Grapefruit                                                              |

| Pat Vegas | Redbone |  |  |
| --------- | ------- |  |  |
|           |         |  |  |
|           |         |  |  |
|           |         |  |  |